# Amphineurus ochroplaca
Amphineurus ochroplaca là một loài ruồi trong họ Limoniidae. Chúng phân bố ở miền Australasia.